# Ramakrishnaia
Ramakrishnaia is een geslacht van rechtvleugeligen uit de familie Pyrgomorphidae. De wetenschappelijke naam van dit geslacht is voor het eerst geldig gepubliceerd in 1917 door Bolívar.

## Soorten
Het geslacht Ramakrishnaia omvat de volgende soorten:
- Ramakrishnaia gracilis Kevan, 1964
- Ramakrishnaia notabilis Bolívar, 1917